# Sint-Stefanuskerk (Wandre)

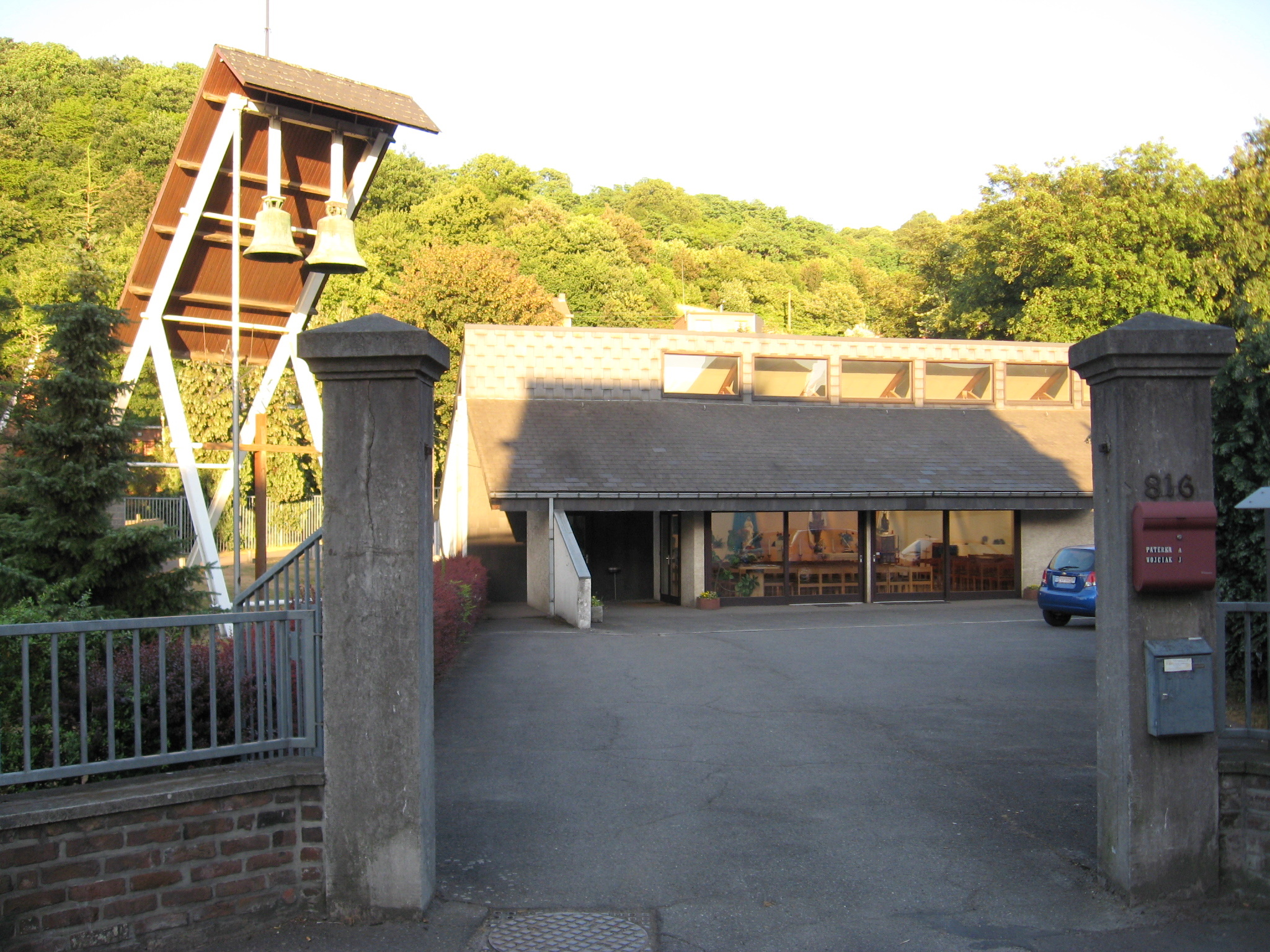
Sint-Stefanuskerk

De Sint-Stefanuskerk (Église Saint-Étienne) is een parochiekerk in het tot de Belgische gemeente Luik behorende dorp Wandre, gelegen aan de Rue du Visé 816.

## Geschiedenis
In 1186 was voor het eerst sprake van een kerkgebouw aan deze heilige gewijd. De directe voorganger van de huidige kerk is van 1720 en was een kerkgebouw in classicistische stijl, gebouwd in zandsteenblokken en met een voorgevel in baksteen. Het dak werd bekroond door een vierkante bakstenen toren, voorzien van een helmdak. Het betrof een driebeukige kerk en een driezijdig afgesloten koor. Begin 20e eeuw werd de kerk, die omringd was door een kerkhof, gerestaureerd.
De kerk bezat een grafsteen van Antoine de Rouveroy en zijn vrouw, van 1553.
Vanwege grondverzakkingen ten gevolge van mijnschade moest deze kerk worden gesloopt. De eerste tekenen van de schade waren al zichtbaar in 1952 en de schade werd verergerd door de aardbeving van 1983. Dit gebeurde in 1990, nadat reeds in 1988 het orgel van de Sint-Stefanuskerk overgebracht werd naar de Sint-Pieterskerk te Villers-le-Temple. Het orgel is van 1804 en werd gebouwd door Joseph Colin.
De kerk werd vervangen door een eenvoudig modernistisch kerkgebouw.